# River Raid

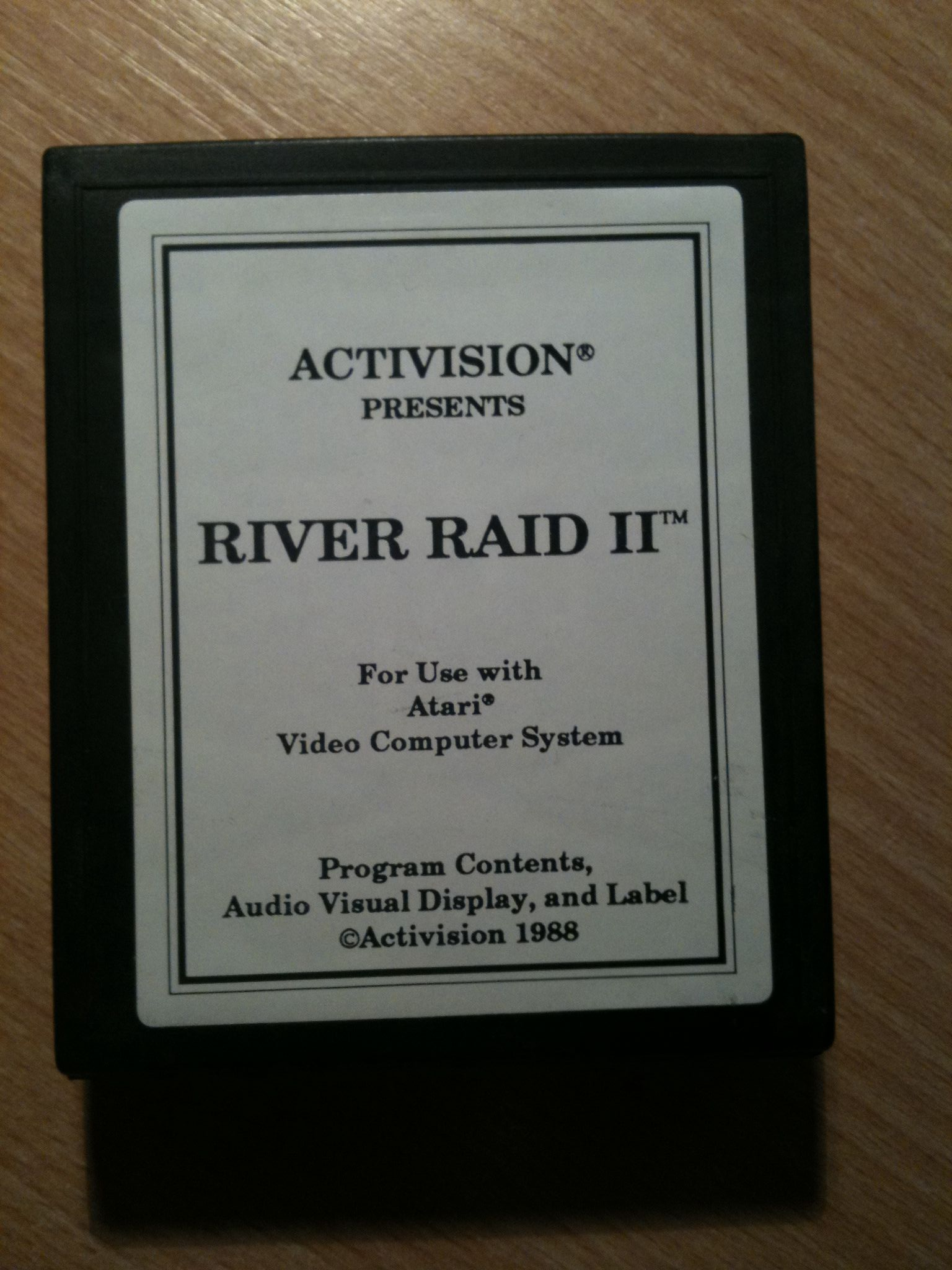
Cartridge gry RiverRaid 2 na Atari 2600

River Raid – gra komputerowa z gatunku shoot 'em up, wydana w roku 1982 przez firmę Activision na konsolę Atari 2600, a później na Atari 5200, 8-bitowe Atari, ColecoVision, Commodore 64, IBM PC, IBM PCjr, Intellivision, ZX Spectrum i MSX. Gracz, obserwujący akcję gry z perspektywy lotu ptaka, kontroluje myśliwiec lecący nad rzeką i zdobywa punkty za zestrzeliwanie wrogich samolotów, helikopterów, statków, a także balonów (te ostatnie występują tylko dla wersji innych niż ta, dla Atari 2600). Przelatując nad stacjami paliwowymi, samolot tankuje paliwo. Gracz może się poruszać w lewo i prawo, a także zwiększać oraz zmniejszać prędkość lotu. Kolejne poziomy są zaznaczane mostami przechodzącymi przez rzekę. Gra została zaprogramowana przez Carol Shaw, jedną z programistek Activision, która wcześniej pracowała w Atari i Tandem Computers. Była ona pierwszą w historii kobietą projektującą gry komputerowe.

## Kontrowersje w Niemczech
Gra River Raid stała się bardzo popularna w Niemczech, była też pierwszą obok wyścigówki Speed Racer na Commodore 64 grą komputerową umieszczoną na liście zakazanych przez kontrowersyjną organizację cenzorską Bundesprüfstelle für jugendgefährdende Medien. Gracze poniżej lat 18 przyłapani na graniu w nią na publicznych automatach dostawali karę grzywny.
W oświadczeniu wyjaśniającym wpisanie na listę z dnia 19 grudnia 1984 jest napisane: Niepełnoletni muszą wcielić się w rolę bezkompromisowego żołnierza i agenta od destrukcji (...). Gra dostarcza dzieciom paramilitarnej edukacji (...). U starszych dzieci granie może doprowadzić do (...) skurczów mięśniowych, nieuzasadnionego gniewu, agresji, rozbiegania myśli (...) i bólów głowy. (BPjS-Aktuell Heft 2/84)
River Raid został usunięty z indeksu w 2002 roku po ponownym rozpatrzeniu sprawy. Na rynek niemiecki gra weszła jeszcze w tym samym roku w kolekcji Activision Anthology na PlayStation 2, została też oceniona przez USK na 0+ (dla wszystkich).

## Kontynuacja
River Raid doczekał się sequela, River Raid II, zaprogramowanego przez Davida Lubara w 1988 roku. Nowościami były jedynie bardziej zróżnicowane krajobrazy oraz podkręcony poziom trudności. Kontynuacja nie jest obecnie pamiętana z powodu zaprzestania produkcji konsoli Atari 2600 i niewydania jej na inne platformy.